# Wilhelmine Siefkes

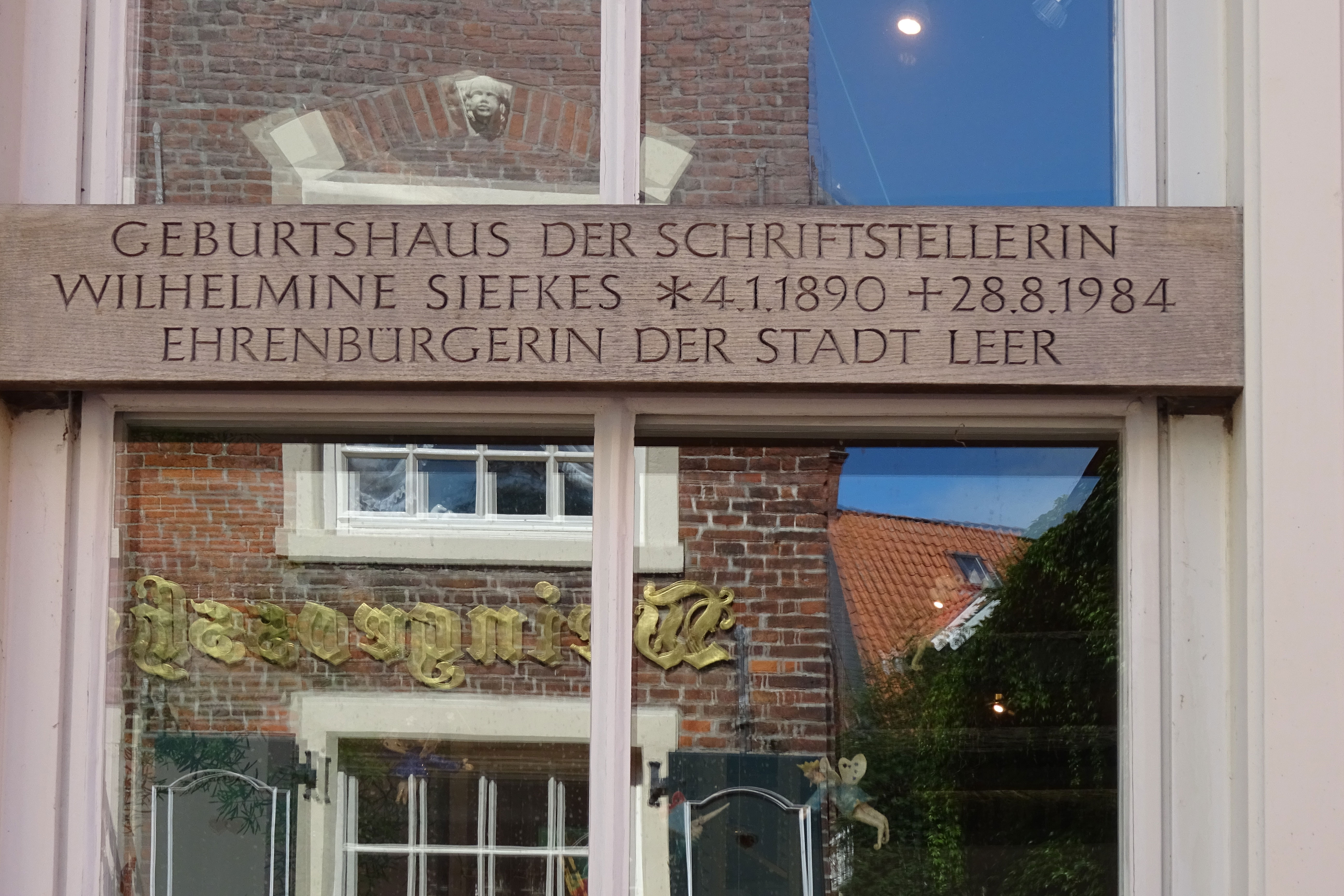
Geboortehuis Wilhelmine Siefkes Rathausstrasse 9

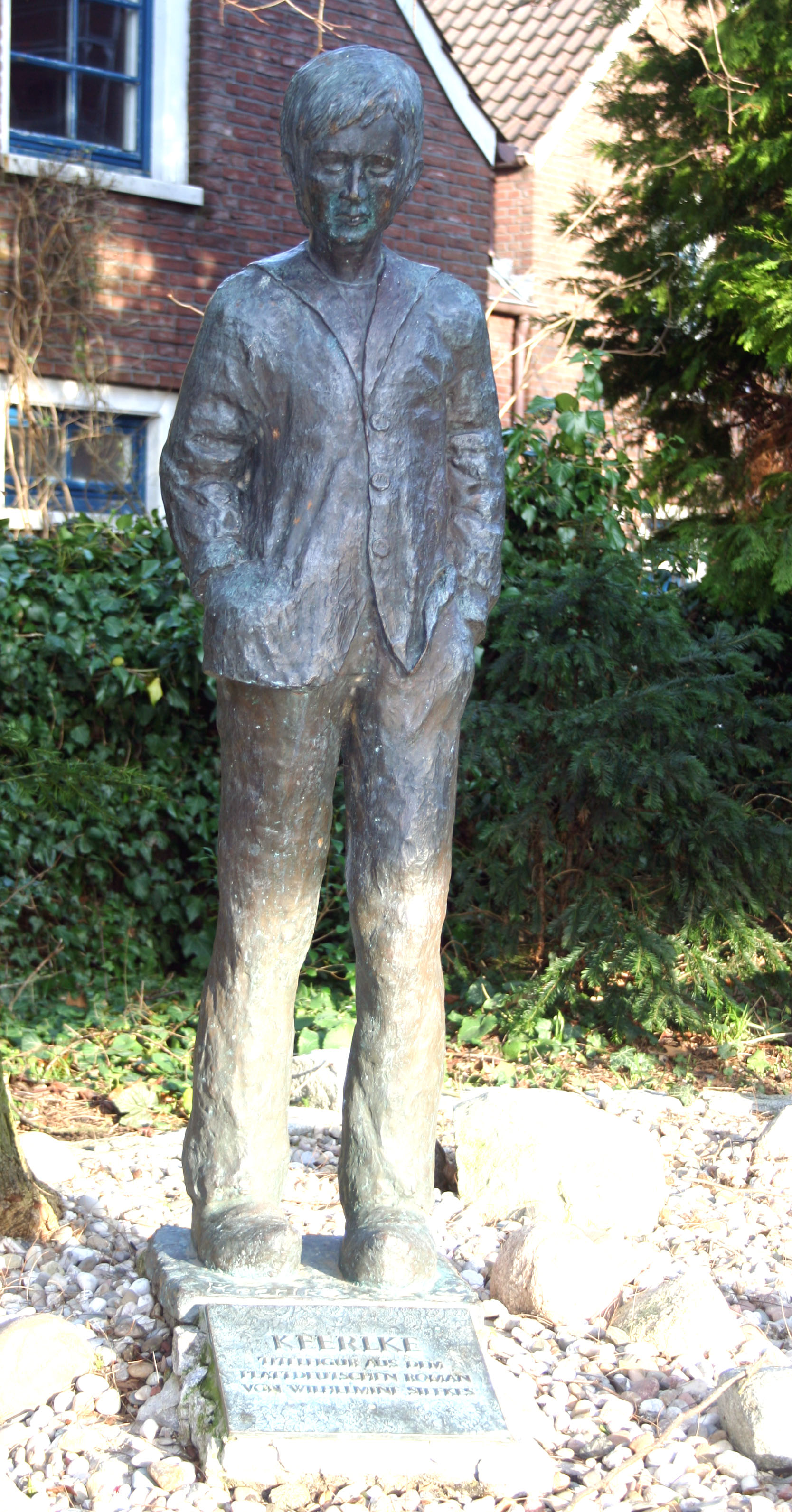
Beeld van "Keerlke", een romanfiguur van Siefkes

Helene Christine Wilhelmine (Wilhelmine) Siefkes (Leer, 4 januari 1890 — aldaar, 28 augustus 1984) was een Duitse schrijfster die in een groot deel van de 20e eeuw actief was.  In verband met een berufsverbot publiceerde zij in de periode 1933-1945 onder het pseudoniem Wilmke Anners.

## Leven en werk
Siefkes werd in 1890 geboren als dochter van de landbouwer Siegfried Siefkes in Leer. Na haar middelbareschoolopleiding was zij werkzaam als lerares. Zij is bekend geworden als schrijfster van verhalen, gedichten en romans geschreven in een Nedersaksische taal, het Oost-Fries Nedersaksisch. Ze zette zich in haar werk, zowel als lerares en als schrijfster, in voor de aanpak van kinder- en jeugdproblematiek en de bestrijding van armoede. Als overtuigd christen sloot ze zich aan bij de sociaal democraten. In 1928 werd zij gekozen als lid van het stadsparlement. In 1933 werd haar het werken door de nazi's onmogelijk gemaakt door een beroeps- en een schrijfverbod. Door het gebruikmaken van een pseudoniem wist ze deze verboden te omzeilen. Haar onder het pseudoniem Wilmke Anners geschreven manuscript Keerlke werd in 1940 bekroond met de Johann HinrichFehrsprijs en in 1941 uitgegeven. Als protest tegen de in haar ogen meegaande houding van de Lutherse predikanten in Duitsland sloot zij zich in de jaren voor de Tweede Wereldoorlog aan bij de doopsgezinde gemeente. In 1968 ontving ze de Ubbo Emmiusmedaille van het Ostfriesische Landschaft voor haar gehele oeuvre en in 1970 de Quickborn-Preis. In 1960 ontving ze het "Verdienstkreuz am Bande des Verdienstordens" van de Bondsrepubliek Duitsland. In 1969 werd ze benoemd tot ereburger van Leer. Siefkes was erelid van het "Grunneger Genootschop".
Siefkes overleed in 1984 op 94-jarige leeftijd in haar woonplaats Leer.

## Postuum eerbetoon
In 1990 werd de Wilhelmine-Siefkes-Preis door de Stadt Leer ingesteld. Deze prijs wordt elke vier jaar uitgereikt aan een auteur die zich verdienstelijk heeft gemaakt voor het Nedersaksisch taalgebied. Een van de Nederlandse winnaars van deze prijs was de Groninger Kees Visscher.
Naar een van haar romanfiguren, Keerlke, is de Keerlke-Preis genoemd, een prijs die sinds 1993 wordt uitgereikt aan mensen of instellingen die zich verdienstelijk hebben gemaakt voor de bevordering van de Oostfriese taal.
In Leer is tegenover haar geboortehuis de Wilhelminengang naar haar genoemd.